# Esperes
Az esperes papi, lelkészi tisztség a keresztény egyházszervezetben. A katolikus egyházban az egyházmegye egy alkotórészét, az esperesi kerületet vezető pap, akit a megyés püspök bíz meg. A protestáns egyházakban az esperes a katolikusnál kisebb egyházszervezeti egységet jelentő egyházmegye lelkészi elnöke, az érintett gyülekezetek tagjai választják az egyházmegye lelkészei közül, nemlelkészi elnöktársa a református egyházban a főgondnok, az evangélikus egyházban az egyházmegyei felügyelő.

## A Pallas nagy lexikonában

### A katolikus egyházban
Az esperes (dékán, archipresbiter) az a pap, akit a megyés püspök az esperesi kerület élére, meghatározott időre nevez ki. Az esperes kötelességei és jogai: az esperesi kerületben a lelkipásztori munkát összehangolni, felügyelni a templom, a plébánia és a liturgia rendjét, valamint a papság fegyelmét. Továbbképzéseket szervezni, az adminisztrációt ellenőrizni. A papság személyes ügyeinek megoldásában segítséget nyújtani. Az esperes köteles a plébániákat látogatni a megyés püspök útmutatásai szerint.
A Esztergom-Budapesti főegyházmegye 16 esperesi kerületre oszlik.

### A protestáns egyházakban
A magyar protestáns egyház mindjárt a reformáció kezdetén átvette a katolikus egyház kormányzati rendszeréből az esperesi intézményt. Amint egy-egy vidéken több protestáns egyház keletkezett és ezekben több lelkész nyert alkalmazást, ezek azonnal maguk közül egy felügyelőt választottak, akit ők is, kivált a reformátusok és az unitáriusok esperesnek neveztek és ma is így neveznek; az evangélikusoknál az ilyet néhol szeniornak, archidiakonusnak, egykor a Vág mentén prépostoknak, inspektoroknak nevezték, illetőleg nevezik, az erdélyi reformátusok egy pár egyházmegyéjében dékánnak. A Királyhágón inneni és túli reformátusoknál, valamint az erdélyi szász evangélikusok, és unitáriusoknál az esperesi kormányalak mellett a 16. század közepe körül kifejlődött a püspöki vagy szuperintendensi kormányalak is; de a Királyhágón innen levő evangélikus egyházak egészen 1610-ig, illetőleg 1614-ig (a dunántúliak kivételével), csupán esperesi kormány alatt állottak s így itt a püspöki jogokat is az esperesek vagy szeniorok gyakorolták. Valamint a Borsod, Zemplén, Abaúj s a szomszéd vármegyékben levő református egyházak is, a papuralom iránt táplált idegenkedésüknél fogva, vonakodtak püspököt választani egészen 1734-ig, hanem csak esperesek által kormányoztattak. A esperesek teendője manapság az egyházmegyebeli lelkészek s felekezeti tanítók valláserkölcsi életére, a gyülekezetek vallási és anyagi ügyeire való felügyelés; az egyházi törvények, szabályrendeletek s az egyházi fensőbb hatóságok rendeleteinek végrehajtása felől való gondoskodás; az egyházak és hivatalnokaik között felmerülő súrlódások, viszálykodások elintézése vagy legalább annak megkísérlése; ezekre való tekintetből a hatósága alatt lévő egyházaknak évenként meglátogatása; az egyházmegyei közgyűlésnek és törvényszéknek világi elnöktársával összehívása s az egyik elnöki szék elfoglalása és a lelkészeknek a püspökkel együttesen felavatása, sőt a tiszai református kerületekben a 19. század közepéig az esperesek avatták vagy szentelték fel a püspököt is.